# Route nationale 3 (Norvège)
Pour les articles homonymes, voir Route nationale 3 et RV3.
La route nationale 3 (en  norvégien : Riksvei 3, abrégé Rv3) est une route nationale en Norvège.

## Description
La route nationale 3 est la route principale traversant le district d'Østerdalen dans l'est de la Norvège.
Elle a été surnommée Den grønne Snarvei, ce qui signifie « le raccourci vert » par l'ancienne municipalité du comté de Hedmark,.
La route part vers le sud de la route européenne 6 à Ulsberg dans la commune de Rennebu du  comté de Trøndelag, puis elle traverse Tynset (en) et Elverum (en), elle s'étend jusqu'à Stange dans le comté d'Innlandet, où elle rejoint la route européenne 6.
La route à une longueur de 291,3 kilomètres, dont 277,9 kilomètres  dans le comté d'Innlandet et 13,4 kilomètres dans le comté de Trøndelag.
Le tronçon entre Tønset dans la commune de Løten et Åkroken dans la commune d'Elverum est partagé avec la route nationale 25.
La route nationale 3 est l'axe routier le plus utilisé pour le transport entre Oslo et Trondheim, transportant environ 90 % du trafic lourd et la majeure partie du trafic de voitures particulières entre les deux villes. En effet, l'itinéraire est environ 42 kilomètres plus court que la route européenne 6, a une meilleure courbure, traverse moins de villes et a est moins pentue. Contrairement à la  E6 qui traverse le massif montagneux Dovrefjell, la route nationale 3 n'est jamais fermée en raison des conditions hivernales.
Il y a donc eu des propositions pour détourner l' E6 vers Østerdalen.

## Galerie

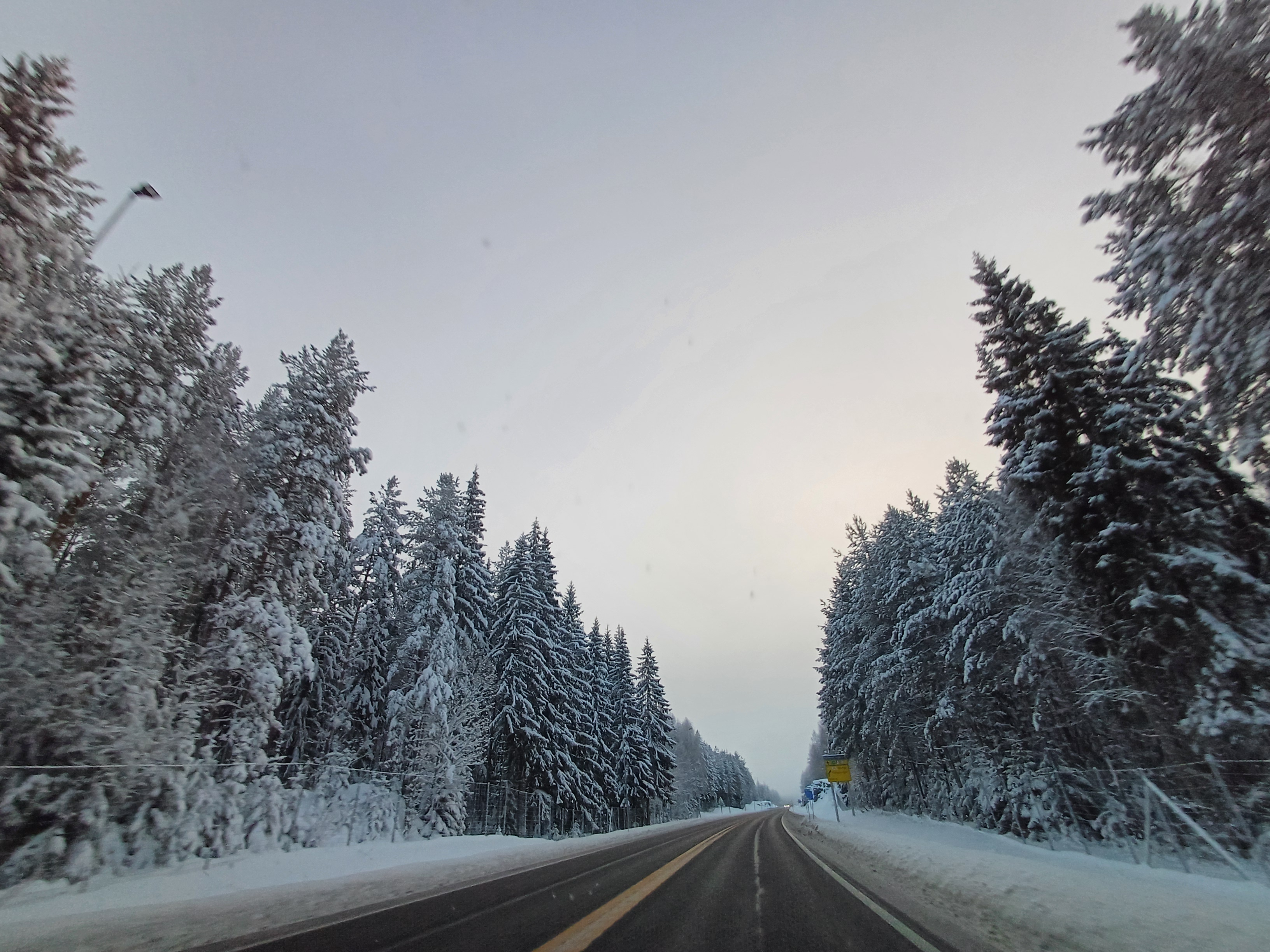
La Rv3 près de son croisement avec la route régionale 24 à Korsbakken.
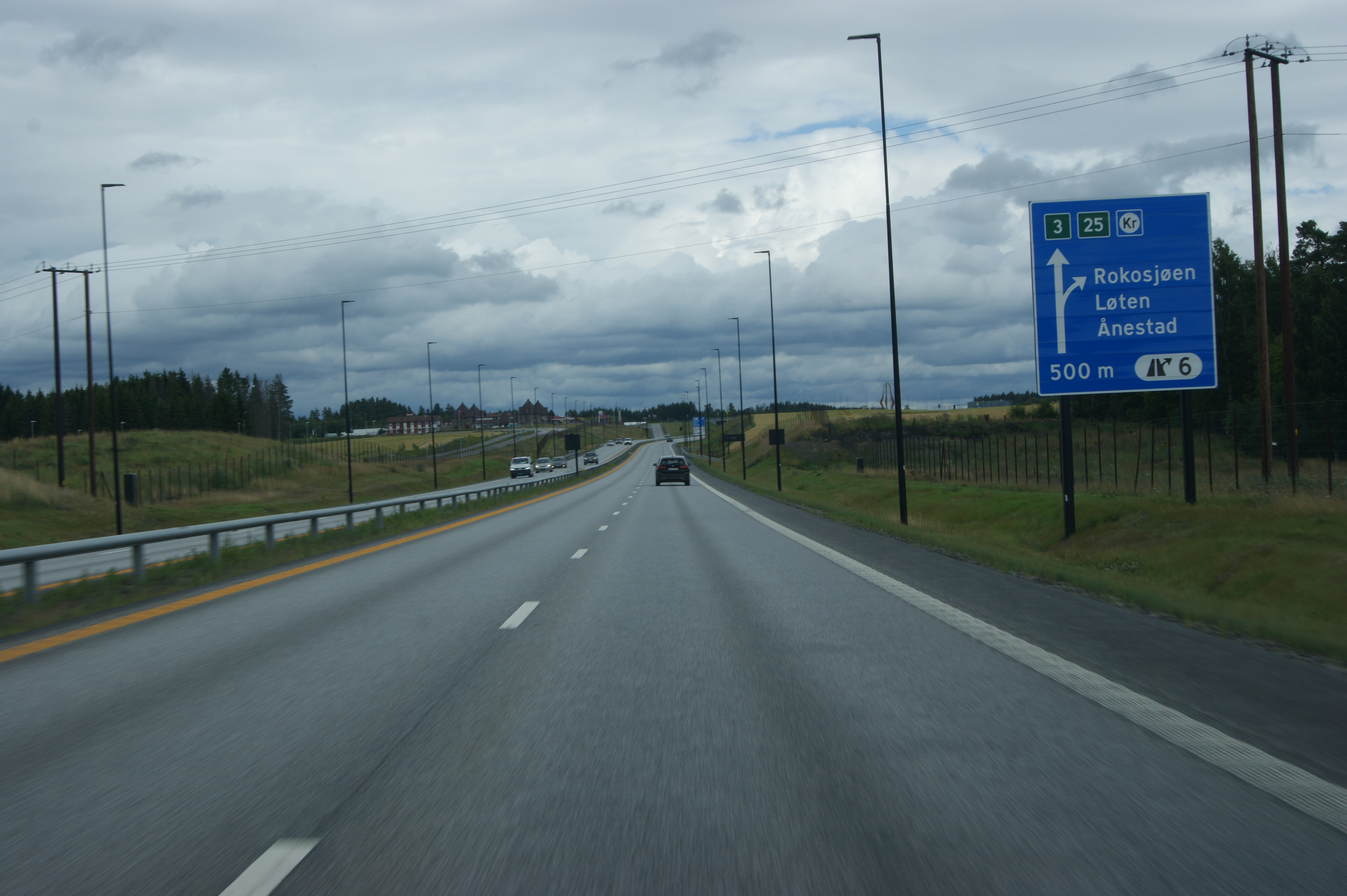
La Rv3 à Myklegard.
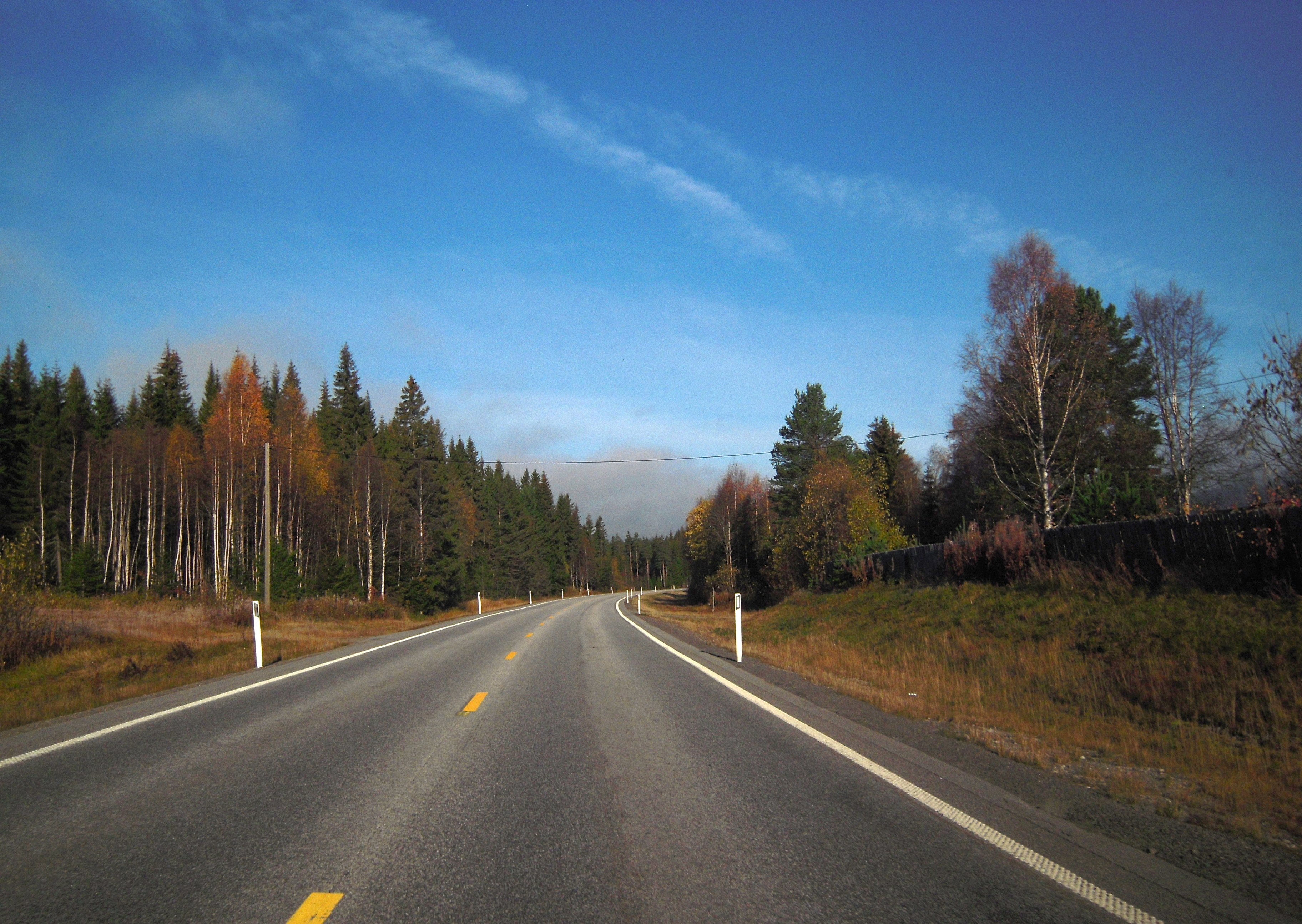
La Rv3 au nord de Steinvik .